# Santa Eulalia de Gállego
Santa Eulalia de Gállego – gmina w Hiszpanii, w prowincji Saragossa, w Aragonii, o powierzchni 29,58 km². W 2011 roku gmina liczyła 124 mieszkańców.